# Motuloa (północ Nukufetau)
Motuloa – niewielka wyspa położona na Oceanie Spokojnym, w archipelagu Tuvalu, w północnej części atolu Nukufetau.